# Astroblepus orientalis
Astroblepus orientalis är en fiskart som först beskrevs av Boulenger, 1903.  Astroblepus orientalis ingår i släktet Astroblepus och familjen Astroblepidae. Inga underarter finns listade.